# Michel-Aimé Baudouy
Michel-Aimé Baudouy, né le 1er avril 1909 au Vernet en Ariège et mort le 20 septembre 1997 à Pamiers, est un écrivain français, auteur de littérature d'enfance et de jeunesse.

## Biographie
Né dans l'Ariège, il fait des études de lettres à l'université de Toulouse, à la Sorbonne et à l'école normale supérieure de l'enseignement technique. Il enseigne ensuite à Tourcoing, Nantes et Paris. Il est prisonnier lors de la Seconde Guerre mondiale.
En 1957, le Prix Enfance du monde couronne son roman Le Seigneur des Hautes-Buttes. Il reçoit également le Prix Jeunesse en 1970, le Prix Durchon-Louvet en 1977,  et le Prix Sobrier-Arnould en 1978. 
Il a également utilisé le pseudonyme de Jacques Morvan. Il a aussi écrit des romans policiers sous le pseudonyme de François Vernières.

## Œuvres

### Livres pour la jeunesse
- L'Enfant aux aigles, Amitié-G.T. Rageot, 1949; réédition: éditions de l'Amitié, Les Maîtres de l'aventure, 1982.
- Bruno, roi de la montagne, Rageot, 1953.
- Les vagabonds de la Marisma. Edit. de l'Amitié. G.T. Rageot. 1955. Coll. "Heures Joyeuse" n° 98. Ill. J.P. Lequéret & J. Dupin.
- Les Princes du vent, éditions de l'Amitié, 1956.
- Le Seigneur des Hautes-Buttes, éditions de l'Amitié, illustrations de Claire Marchal,  1957; rééditions Éditions de l'amitié-G.T. Rageot, coll. Bibliothèque de l'amitié, illustrations de G. de Sainte-Croix, 1965
- Mick et la P. 105, Bibliothèque de l'amitié, 1959
- Le chant de la voile, Éditions de l'amitié-G.T. Rageot, coll. Bibliothèque de l'amitié, 1960
- J'ai vu naître le "France", éditions du Temps, 1961.
- Mystère à Carnac, Éditions de l'amitié-G.T. Rageot, coll. Bibliothèque de l'amitié, 1962; réédition: collection Cascade, 1974
- Le Onze de mon village, Éditions de l'amitié-G.T. Rageot, coll. Bibliothèque de l'amitié, 1963.
- Le Garçon du barrage,  Éditions de l'amitié-G.T. Rageot, coll. Bibliothèque de l'amitié, no 50, illustrations de Bernard Ducourant, couverture: J. Six, photographies: J. Six et Édouard Boubat (Réalités), 1966.
- Europe mon pays, éditions de l'Amitié- G. T. Rageot, 1967.
- Combats pour un jardin, éditions la farandole, 1969.
- Les Révoltes de Kind, Éditions de l'amitié-G.T. Rageot, coll. Bibliothèque de l'amitié, 1969.
- Alerte sur le Roc blanc, Éditions de l'amitié-G.T. Rageot, coll. Bibliothèque de l'amitié, 1970.
- Les Clandestins de la fête,  Éditions de l'amitié-G.T. Rageot, coll. Bibliothèque de l'amitié, 1972.
- Mick et la Yamaha, Éditions de l'amitié-G.T. Rageot, coll. Bibliothèque de l'amitié, 1976.
- Un passage difficile, Duculot, collection Travelling, 1974.
- Jeanne aux chevaux, Éditions de l'amitié-G.T. Rageot, coll. Bibliothèque de l'amitié, 1976.
Prix Durchon-Louvet de l’Académie française en 1977
- Allez les petits,  Éditions de l'amitié-G.T. Rageot, coll. Bibliothèque de l'amitié, 1977.
Prix Sobrier-Arnould de l’Académie française en 1978
- Le Garçon du bord de l'eau, Duculot, collection Travelling, 1979.
- Les Mésaventures de Jo-la-Malice, Éditions de l'amitié-G.T. Rageot, coll. Bibliothèque de l'amitié, 1980.
- Ti-Louis du Chaudron, Éditions de l'amitié-G.T. Rageot, coll. Bibliothèque de l'amitié, 1982.
- Le Rendez-vous de la prairie, Éditions de l'amitié-G.T. Rageot, coll. Bibliothèque de l'amitié, 1984.
- Qui a volé mon chien ?,  Éditions de l'amitié-G.T. Rageot, coll. Bibliothèque de l'amitié, 1986.
- Le Voyage d'Ahmed, Casterman, 1986.
- Histoires de Révolution, Rageot, 1989.
- La Capture de César, Rageot, collection Cascade, 1989.
- Le Maître du salon noir, illustrations de Nathaële Vogel, Rageot, collection Cascade, 1991.
- Hélène passera ce soir, MFG, 1991.
- Contes nouveaux des Pyrénées, illustrations de Christian Maucler, Milan, collection Mille ans de contes, 1991.
- Le Rouquin de Lartigue, illustrations de Vincent Rio, Flammarion, collection Castor Poche, 1982.

### Sous le nom de François Vernières
- L'Affaire Mister John, Paris, Hatier, 1971.
- Enquête sur la grand-côte, Hatier-G.P.Rageot, 1973.

### Littérature pour adultes
- Une morte de rien du tout, Calmann-Lévy, 1946.
- Nous n'étions que des hommes, Stock, 1946.
- Tandis que les pères, Calmann-Lévy, 1948.
- Le ciel est bleu, Calmann-Lévy, 1954.
- Pitié pour les héros, théâtre, Comédie de Paris, 1957.

### Autres ouvrages
- avec Robert Moussay, Civilisation contemporaine : aspects et problèmes (choix de textes), Hatier, 1966.
- avec C. Mercier Nast, La Femme dans le monde contemporain : lectures et thèmes de réflexion, F. Nathan, 1971.

## Prix et distinctions
- 1957 : Prix Enfance du monde, pour Le Seigneur des Hautes-Buttes[3]
- 1960 : (international) « Honor List »[4], de l' IBBY, pour Le Seigneur des Hautes-Buttes
- 1970 : Prix Jeunesse pour Alerte  sur le Roc blanc
- 1977 : Prix Durchon-Louvet pour Jeanne aux chevaux
- 1978 : Prix Sobrier-Arnould pour Allez les petits
- 1981 : Prix de la Ville de Vénissieux pour Le Rouquin de Lartigue